# Нектар (міфологія)
Нектар (грец. nektar) — напій олімпійських богів, що давав їм вічну молодість і безсмертя.
Згідно з поемою «Одіссея» давньогрецького поета Гомера, нектар — напій, який пили боги, амброзію (амброзія) — їжа богів. Нектар нагадував червоне вино: «Ласкаво просимо, ввійди, щоб могла тебе пригостити я. Так сказавши, поставила стіл перед гостем богиня, Повний амброзії; нектар йому замішала багряний». Подібно амброзії, він мав солодкий аромат і давав вічну молодість і безсмертя всім, хто його куштував.
Відповідно до більшості версій міфу, нектар розливала Геба, богиня юності, хоча в пізнішій традиції ця роль віддавалася Ганімеду. Іноді античні автори називали їжею богів нектар, а напоєм — амброзію.
Слово «нектар» етимологічно пов'язане з дав.-гр. νέκρος «мертвий»; на цій підставі реконструюється міфологічна функція нектару, близька до функції «мертвої води» українських казок.